# Ezio Cardi
Ezio Cardi (Bardolino, província de Verona, 24 d'octubre de 1948) va ser un ciclista italià que fou professional entre 1972 i 1975. Es dedicà al ciclisme en pista, especialitzant-se en les proves de velocitat.
Com a ciclista amateur va prendre part en els Jocs Olímpics de 1972 de Múnic.

## Palmarès en pista
- 1970
  -  Campió d'Itàlia amateur en velocitat
- 1971
  - Medalla d'or als Jocs del Mediterrani en velocitat
  -  Campió d'Itàlia amateur en velocitat
  -  Campió d'Itàlia amateur en tàndem
- 1972
  -  Campió d'Itàlia amateur en quilòmetre
  -  Campió d'Itàlia amateur en tàndem
- 1973
  -  Campió d'Itàlia en velocitat
- 1976
  -  Campió d'Itàlia en velocitat
- 1977
  -  Campió d'Itàlia en velocitat

## Palmarès en ruta
- 1971
  - 1r a la Coppa San Geo

### Resultats al Giro d'Itàlia
- 1973. Abandona